# William Hunter Odell
Pour les articles homonymes, voir Odell.
William Hunter Odell (1811-1891) est un avocat et un homme politique canadien du Nouveau-Brunswick.
William Hunter Odell est né le 26 novembre 1811 à Fredericton, au Nouveau-Brunswick. Avocat de carrière, il se lance en politique et devient membre du Conseil législatif du Nouveau-Brunswick de 1850 à 1867.
Il est nommé sénateur par proclamation royale le 23 octobre 1867 pour la division sénatoriale de Rockwood. Conservateur, il occupe cette fonction jusqu'à sa mort, le 25 juillet 1891.